# Szyfr polialfabetyczny
Szyfr polialfabetyczny – uogólnienie szyfru monoalfabetycznego na większą liczbę przekształceń.
Szyfr taki składa się z n przekształceń, takich że pierwszą literę szyfruje się pierwszym przekształceniem, drugą drugim itd. Następnie przekształcenia są powtarzane, począwszy od litery n+1. Szyfry polialfabetyczne mają współcześnie wyłącznie znaczenie historyczne.
Przykładami szyfrów polialfabetycznych są szyfr Vigenère’a, szyfr Albertiego i szyfr Beauforta.